# Mihovil Nikolić
Mihovil Nikolić (Kričke, 1878. július 29. – Zágráb, 1951. február 28.), horvát költő, a Matica hrvatska elnöke.

## Élete
A Drniš melletti Kričkében, a görögkatolikus paplakban született. Apja görögkatolikus pap volt. Szüleit korán elveszítette. Már középiskolás korában kezdett verseket írni. Első verse „Moja domovina” (Hazám) címmel a „Bršljan” című ifjúsági lapban jelent meg. Ezután több horvát irodalmi folyóiratba (Hrvatski salon, Život, Savremenik, Vijenac) is írt verseket. 1896-ban diplomázott a zágrábi felsőfokú kereskedelmi iskolában. 1898-ban „Pjesme” címmel megjelent első verseskötete. Élénk társadalmi életet folytatott. 1900-ban egyik alapítója volt a Horvát Írószövetségnek. A Horvát Nemzeti Színház 1905-ben mutatta be „Razbijeni sni” (Széttört álmok) című egyfelvonásos drámáját. A „Vjeručka: utolsó fejezet” című lírai novellája 1914-ben jelent meg. 1909 és 1941 között a Croatia Biztosítótársaság igazgatója volt. 1945 és 1949 között a Matica hrvatska elnöke volt.

## Munkássága
A modern korra jellemző impresszionista költészet jegyében számos verseskötetet adott ki. Nikolić költészetét, amely irodalmi munkásságának legfontosabb része, ugyanazok a hangulatok jellemzik, mint a legtöbb horvát modernista esetében. Hasonlatosan Vladimir Vidrić és Dragutin Domjanić költészetéhez, szonett, vagy azzal rokon formában énekel a csillagokról, a szélről, a magányról, a nosztalgiáról és a szentimentalizmusról, hangulatokról, amelyekben érzékeny lelke megremeg. Lírájában olyan fájdalmas embernek érzi magát, aki nehezen tud ellenállni az érzelmeknek. Költészetét a korabeli kritikusok a kor vezető horvát költői, Vidrić, Domjanić, Nazor, Begović költészetéhez hasonlítják. Elismerően szólnak arról, hogy az elsők között kezd kiszakadni a hagyományokból és törekedik a kreatív egyéni hangra. Nikolić, bár mára horvát irodalmi élet egyik leginkább elfeledett költője, művei jelentős mértékben járulnak hozzá hazája, és szülőföldje kulturális örökségéhez.

## Főbb művei
- Pjesme (1898.)
- Knjiga života (1899., Srđan Tucić-tyal)
- Nove pjesme (1905.)
- Razbijeni sni (1905.), egyfelvonásos dráma
- Knjiga pjesama (1917.)
- Pjesme (1944.)
- Vjeručka: posljednje poglavlje (1914.)

## Emlékezete
Jovan Hranilović író és Mihovil Nikolić költő emléktábláját 2018-ban helyezték el a kričkei Istenanya plébánia plébániaházának falán (ahol mindketten születtek).

## Fordítás
Ez a szócikk részben vagy egészben  a   Mihovil Nikolić című horvát Wikipédia-szócikk ezen változatának fordításán alapul.  Az eredeti cikk szerkesztőit annak laptörténete sorolja fel. Ez a jelzés csupán a megfogalmazás eredetét és a szerzői jogokat jelzi, nem szolgál a cikkben szereplő információk forrásmegjelöléseként.